# Kristina Fialová
Kristina Fialová (* 1987, Brno) je česká sólová violistka. Je zakladatelkou Mezinárodní violové soutěže Oskara Nedbala v Praze a ředitelkou Jihočeského komorního festivalu. Jejím otcem je dirigent Petr Fiala.

## Činnost
Po absolvování brněnské konzervatoře u prof. Miroslava Kováře, pokračovala ve studiích na Královské dánské hudební akademii v Kodani u prof. Tima Frederiksona a Larse Anderse Tomtera, dále na Vysoké škole hudební Carla Marii von Webera v Drážďanech u prof. Vladimíra Bukače a studium na Akademii múzických umění v Praze u prof. Jana Pěrušky zakončila titulem Ph.D. Ve svém vzdělání poté pokračovala pod vedením řady sólistů a pedagogů (Leif Ove Andsnes, Tatjana Masurenko, Wolfram Christ, Sheila Browne, Jerry Horner, Helen Callus, Charles Avsharian, Václav Hudeček nebo Siegfried Frühlinger).
Sólově spolupracovala s českými i zahraničními orchestry (Copenhagen philharmonic, Aarhus Symphony Orchestra, Pražská komorní filharmonie, Český národní symfonický orchestr, Janáčkova filharmonie Ostrava, Komorní filharmonie Pardubice, Filharmonie Brno, Plzeňská filharmonie, Elbland Philharmonie, Moravská filharmonie Olomouc, Zabrze Philharmonics, Slovenský komorní orchestr Bohdana Warchala, Filharmonie Bohuslava Martinů, Čeští komorní sólisté) či pod taktovkou dirigentů jako Krzysztof Penderecki, Libor Pešek, Case Scaglione, Charles Olivieri-Munroe, Rafael Payare, Fao Tan, Tomáš Brauner, Stanislav Vavřínek, Arild Remmereit či Stanislaw Chrzanovski). V oblasti komorní hudby spolupracovala s řadou interpretů (Radovan Vladkovič, Sophia Jafféová, Ivan Ženatý, Václav Hudeček, Igor Ardašev, Martin Kasík, Jitka Čechová, Atos trio, Petr Nouzovský, Adam Skoumal, Alexander Gilman či Kociánovo kvarteto).
Vystoupila například na festivalech Prague Proms, MHF Leoše Janáčka, Smetanovské dny, Svátky hudby v Praze, Pražské premiéry, Copenhagen Summer Festival, Janáčkův Máj, Jihočeský komorní festival, Mahlerova Jihlava, Kulturtage Dresden, Festival Internacional de Santander, Bergen International Festival, Tallin Chamber music Festival či Vesna v Rossii . V roce 2012 sólově debutovala na dánském festivalu Tivoli festival v Kodani, dále sólově vystoupila v Tonhalle v Curychu v roce 2014. V květnu 2015 se představila MHF Pražské Jaro se samostatným recitálem. Vedla mistrovské kurzy New Yorku, Dellawaru, Kodani, Limě, Šanghaji a Tsingtao.
Hraje na italskou violu „Carlo Antonio Testore - Contrada 1745“ a patří mezi Pirastro artists.
Kristina Fialová je od roku 2016 ambasadorkou Nadačního fondu Impuls, který se stará o nemocné s roztroušenou sklerózou. Každoročně pořádají benefiční koncert, jejichž výtěžek financuje psychoterapii pro pacienty a jejich rodiny.

## Seznam ocenění
Kristina Fialová je laureátkou soutěží Talents for Europe, Soutěž konzervatoří, ACT London, Beethovenův Hradec, Forbest Competition, Alexander and Buono International String Competition, Val Tidone Competition, Danish soloist competition, Johannes Brahms competition. V září 2013 se stala absolutní vítězkou Mezinárodní violové soutěže Michała Spisaka v polských Katovicích.

## Diskografie
Fialová opakovaně spolupracovala s Českým a Dánským rozhlasem. Natočila 9 CD pro české nahrávací společnosti Supraphon, ArcoDiva a Sound trust a dánskou nahrávací společnost DACAPO.
- Petr Fiala: De Amicitia, Arcodiva 2013
- Kuhlau Piano Quartets, Copenhagen Piano Quartet, Dacapo 2015
- Introduction (Rózsa, Penderecki, Stravinskij, Bodorová, Chačaturjan, Godár), Arcodiva 2015[16]
- Czech Viola Sonatas (Martinů, Husa, Kalabis, Feld), Supraphon 2016[17]
- Humoresque (Beethoven, Dvořák, Fiala, Skoumal, Haas, Piazzolla), ArcoDiva 2017
- Martinů/Hindemith - Works for viola (Martinů, Hindemith), Sound trust 2018
- Kuhlau/Malling – Piano Quartets, Dacapo 2019 [18]
- Schoenberg/Tchaikovsky – String Sextets, Arcodiva 2020 [19]
- Lady Viola, Arcodiva 2021 [20]